# جورج وايتنغ
جورج وايتنغ (بالإنجليزية: George Whiting)‏ هو عازف الأرغن وملحن أمريكي، ولد في 14 سبتمبر 1840 في هوليستون في الولايات المتحدة، وتوفي في 14 أكتوبر 1923 في كامبريدج في الولايات المتحدة.

## وصلات خارجية
- جورج وايتنغ على موقع ميوزك برينز (الإنجليزية)